# مرسادا بيتشيرسباهيتش
مرسادا بيتشيرسباهيتش مواليد 8 ديسمبر 1957 في بيخاتش، جمهورية يوغوسلافيا الاشتراكية الاتحادية، هي لاعبة كرة سلة بوسنية معتزلة. مثلت منتخب بلادها. شاركت في دورة الألعاب الأولمبية الصيفية سنة 1980.

## الميداليات
| الميدالية | المسابقة                       |
| --------- | ------------------------------ |
| برونزية   | الألعاب الأولمبية الصيفية 1980 |

## روابط خارجية
- مرسادا بيتشيرسباهيتش على موقع الاتحاد الدولي لكرة السلة (الإنجليزية)
- مرسادا بيتشيرسباهيتش على موقع بروبوليرز (الإنجليزية)
- مرسادا بيتشيرسباهيتش على موقع سبورتس رفرنس (الإنجليزية)
- مرسادا بيتشيرسباهيتش على موقع اللجنة الأولمبية الدولية (الإنجليزية)
- مرسادا بيتشيرسباهيتش على موقع أوليمبيديا (الإنجليزية)